# بدمار ای گارسیس
بدمار ای گارسیِس (به اسپانیایی: Bedmar y Garcíez) یکی از دهستان‌های استان خائن در کشور اسپانیا است. این شهر با مساحت ۱۱۹ کیلومتر مربع، ۳۰۵۱ تن جمعیت دارد.

## تاریخچه
همانگونه که از نام این شهرک پیداست، حاصل ادغام دو دهستان بنام‌های بِدمار (Bedmar) و گارسییِس (Garcíez) در سال ۱۹۷۵ است.